# Рыбный букварь

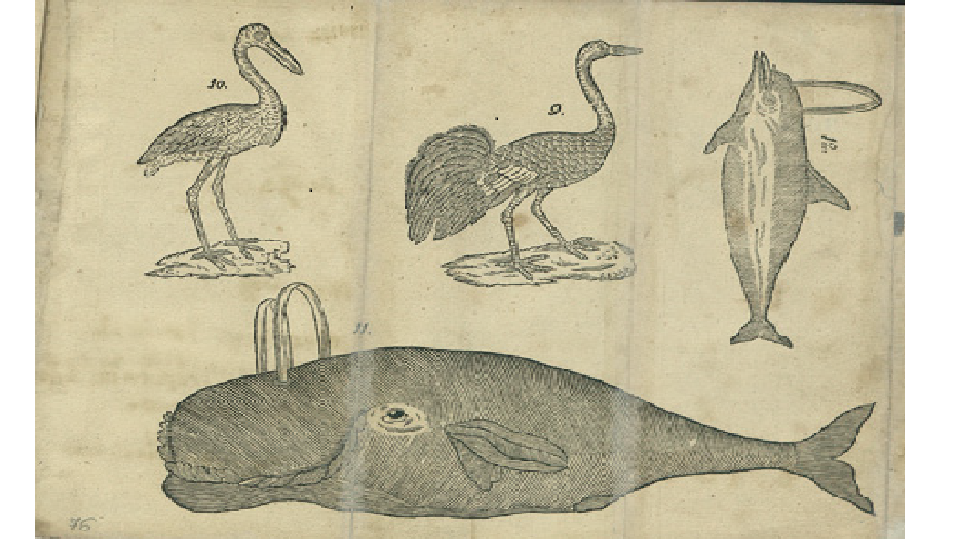
«Рыбный букварь». Заключительная страница издания 1824 года с дельфином и другими животными

Букварь с различными поучениями (церк.-слав. Бѹква̀рь съ разлѝчны поѹчѐніѧ, болг. Буквар с различни поучения), также известный как Букварь с различными наставлениями, Букварь с различными указаниями или Рыбный букварь (болг. Рибен буквар) — первый новоболгарский учебник для детей, написанный болгарским педагогом и энциклопедистом Петром Бероном и изданный в 1824 году в Брашове.

## Структура и содержание учебника
Букварь состоит из предисловия, восьми разделов, обращения к читателю и приложения в виде 12 рисунков животных.
- В предисловии Берон делится своими мотивами написания учебника.
- Первый раздел. Представляет собой в действительности сам букварь: азбуку, произношение звуков, описание частей речи «имя существительное», «имя прилагательное», «глагол», «местоимение», «предлог», «наречие» и т. д.
- Второй раздел. В него Берон включил список всех православных христианских молитв, которые обязан знать каждый ребёнок, в том числе и «Отче наш».
- Третий раздел. Назван Бероном «Полезные советы». В него включены 64 вопроса по воспитанию детей и даны на них ответы.
- Четвёртый раздел. Назван Бероном «Умные ответы». Как и предыдущий раздел, даёт советы по воспитанию детей и иллюстрирует примерами из жизни древних греков.
- Пятый раздел. Басни.
- Шестой раздел. Назван Бероном «Разные истории». Включает в себя истории из жизни различных древних цивилизаций с поучениями и наставлениями молодому поколению.
- Седьмой раздел. Назван Бероном «Естественные сказки». Носит энциклопедический характер, даёт информацию о бытовых предметах и продуктах, используемых в повседневной жизни (табак, кофе, соль и т. д.), а также рассказывает о животных, не водящихся на территории Болгарии (дельфин, крокодил, верблюд, носорог и т. д.).
- Восьмой раздел. Назван Бероном «Арифметика». В нём показаны исключительно примеры арифметических действий без описания правил. Берон оставил этот раздел на усмотрение учителей, которые должны были сами объяснять детям арифметику и показывать примеры действий. Есть примеры и на деление.

## Название. Общественный резонанс
Название «Рыбный букварь» было дано в честь того, что в самом конце книги был изображён дельфин (хотя дельфины относятся к классу млекопитающих). Популярность букваря в Болгарии была чрезвычайно высока. В течение последующих 20 лет учебник был переиздан 6 раз, а Пётр Берон стал пользоваться уважением в стране. По мнению публициста Петра Карапетрова, букварь Петра Берона «был последним учебником, который изучали от корки до корки».

## Инцидент 2014 года
10 октября 2014 года из Национального литературного музея Болгарии был похищен экземпляр «Букваря». Один из сотрудников музея был уволен после этого происшествия, а на следующий день книгу удалось отыскать. Также была найдена и вторая копия букваря, которая не числилась в фонде музея. По случаю обнаружения новой книги министр культуры Мартин Иванов приказал провести срочную инвентаризацию.